# Jean Curtelin
Pour les articles homonymes, voir Curtelin.
Jean Curtelin est un critique de cinéma, scénariste et réalisateur français né le 25 septembre 1932 à Lyon 2e et décédé le 28 mai 2000 à Paris 7e.

## Biographie
Il passe sa jeunesse à Lyon. Fondateur en 1959 de la revue Présence du cinéma, il commence peu après une carrière de scénariste.
Il a réalisé un long métrage, Suivez mon regard, sorti en 1986.
Il meurt à la suite d'une crise cardiaque,.

## Filmographie
- 1965 : Le Tigre se parfume à la dynamite de Claude Chabrol
- 1965 : Mission spéciale à Caracas de Raoul André
- 1966 : Les Malabars sont au parfum de Guy Lefranc
- 1967 : À chacun son dû (A ciascuno il suo) d'Elio Petri
- 1968 : Flammes sur l'Adriatique d'Alexandre Astruc
- 1975 : Dupont Lajoie de Yves Boisset (dialogues, scénario de Jean-Pierre Bastid et Michel Martens)
- 1976 : Les Œufs brouillés de Joël Santoni
- 1977 : Le Dernier Baiser de Dolorès Grassian
- 1977 : À chacun son enfer d'André Cayatte
- 1978 : La Raison d'État d'André Cayatte
- 1981 : Les Héroïques (TV)
- 1983 : Le Prix du danger d'Yves Boisset
- 1983 : La Veuve rouge d'Édouard Molinaro (TV)
- 1984 : L'Addition de Denis Amar (coscénariste avec Jean-Pierre Bastid)
- 1984 : La Mèche en bataille (TV)
- 1989 : La Barbare de Mireille Darc
- 1994 : L'Ours en peluche de Jacques Deray

Réalisateur et scénariste
- 1986 : Suivez mon regard

## Publications
- Marée montante ? (numéro 9 de la revue Premier Plan), Serdoc, 1960
- Nouvelle vague (avec Raymond Borde et Freddy Buache), Serdoc, 1962
- Les vipères de Paris (préface de Claude Chabrol), La Table Ronde, 1970
- La Marseillaise, La Table Ronde, 1971